# Riesenchamäleon
Das Riesenchamäleon (Furcifer oustaleti), auch Madagaskar-Riesenchamäleon genannt, ist mit einer Länge bis zu 70 cm die größte Chamäleonart. Es ist in den Savannen und Wäldern der afrikanischen Insel Madagaskar beheimatet.

## Aussehen

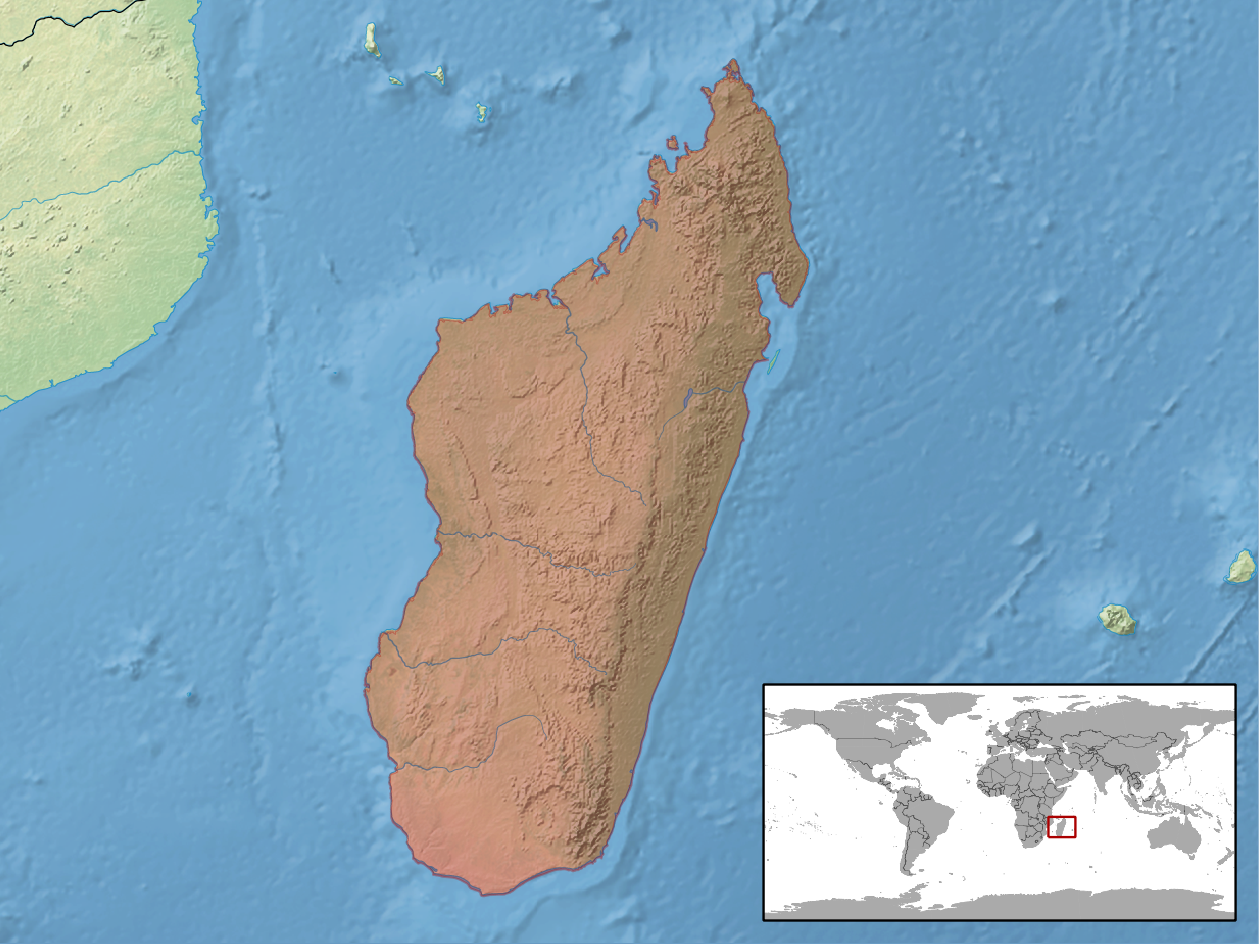
Verbreitungsgebiet

Riesenchamäleons beeindrucken mehr durch ihre Größe als durch ihre Färbung. Der Helm wirkt sehr mächtig, Rücken- und Kehlkamm bestehen aus auffälligen Kegelschuppen. Das Männchen weist meist eine schmutzig wirkende Tarnfarbe auf, die aus braunen und grauen Tönen besteht. Dagegen wirken die Weibchen um einiges farbenfroher. Bei ihnen dominieren Grüntöne, die häufig durch weiße Flecken auf den Flanken ergänzt werden.

## Ernährung, Fortpflanzung, Lebensdauer
Das Tier ernährt sich hauptsächlich von Insekten, darunter Fliegen und Schaben, die für den Menschen lästig sein können. Es wird deshalb von den Bewohnern Madagaskars als Insektenvertilger gerne gesehen. Zu seinen Beutetieren gehören auch kleine Säugetiere und Echsen.
Die innerartliche Aggressivität von Furcifer oustaleti ist nicht allzu stark ausgeprägt. Trotzdem sind sie wie fast alle Chamäleons Einzelgänger. Generell sind Männchen untereinander und trächtige Weibchen immer unverträglich.
Die Tragzeit dauert etwa 40 Tage. Dann legt das Weibchen bis zu 50 Eier in den Boden ab. Es dauert bei 28 Grad Celsius etwa 250 Tage, bis die jungen Chamäleons schlüpfen.
Junge Riesenchamäleons wachsen schnell und sind bereits nach einem Jahr geschlechtsreif.
Als Terrarientier kann das Riesenchamäleon bis zu 15 Jahre alt werden.

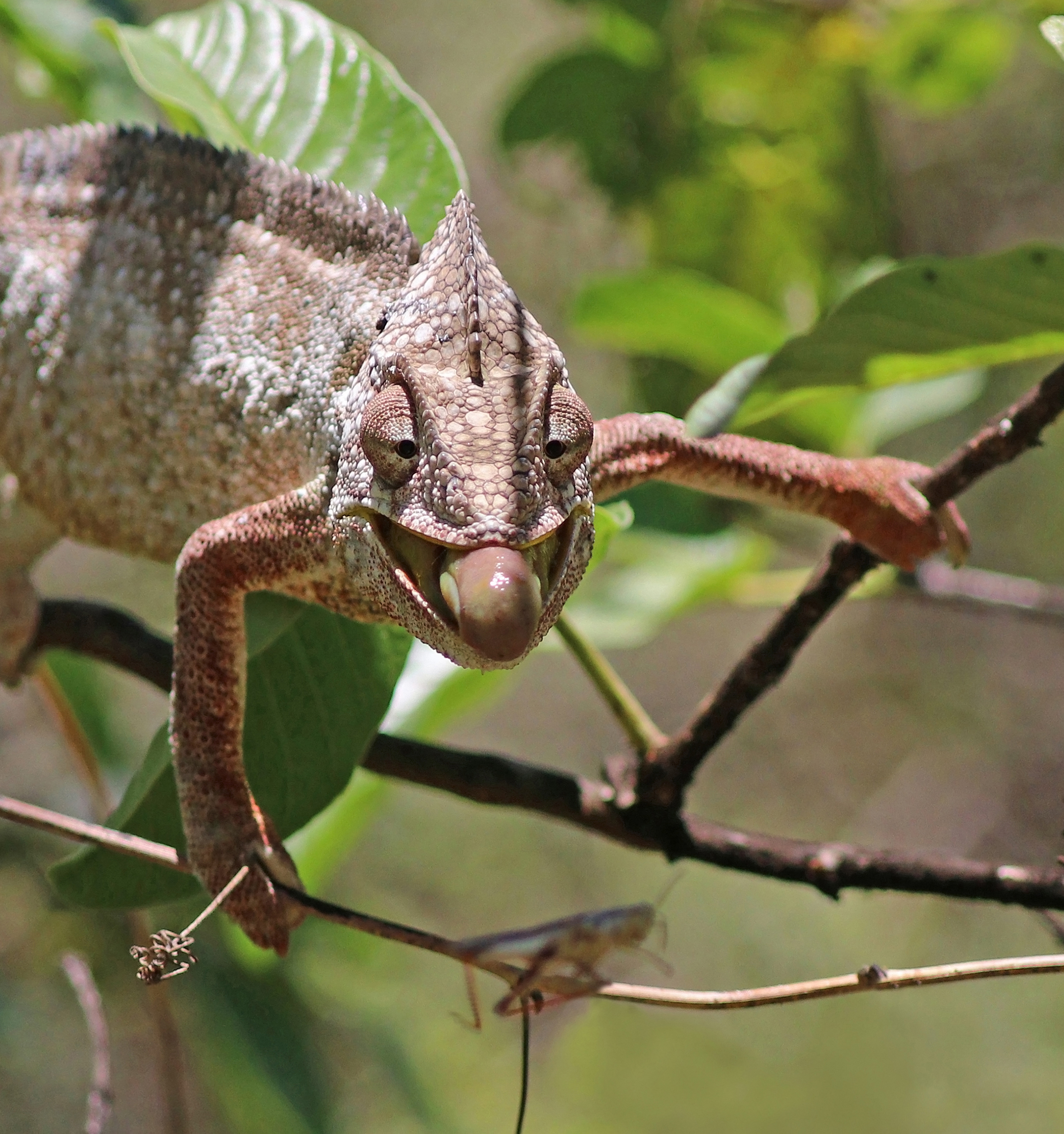
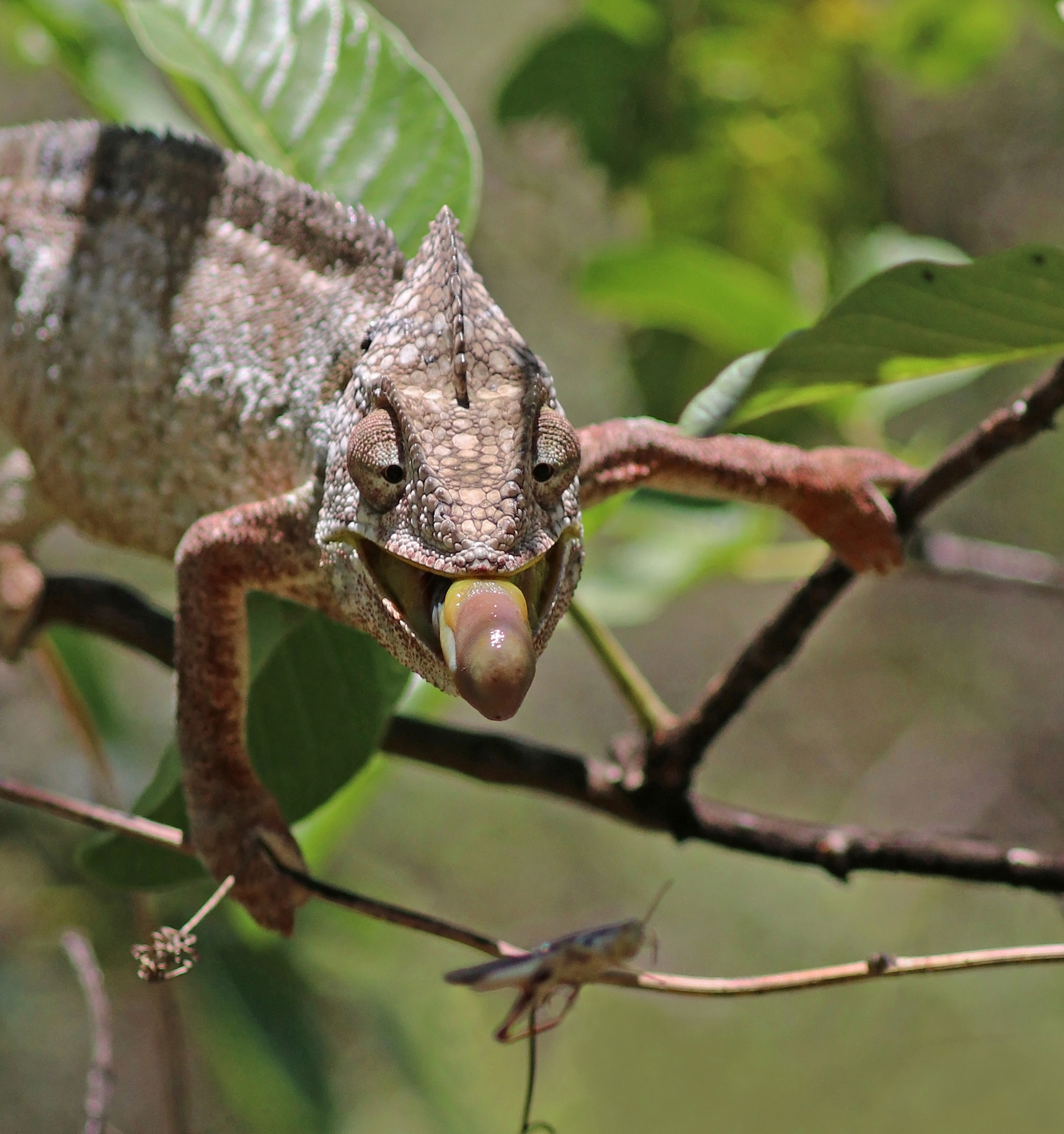
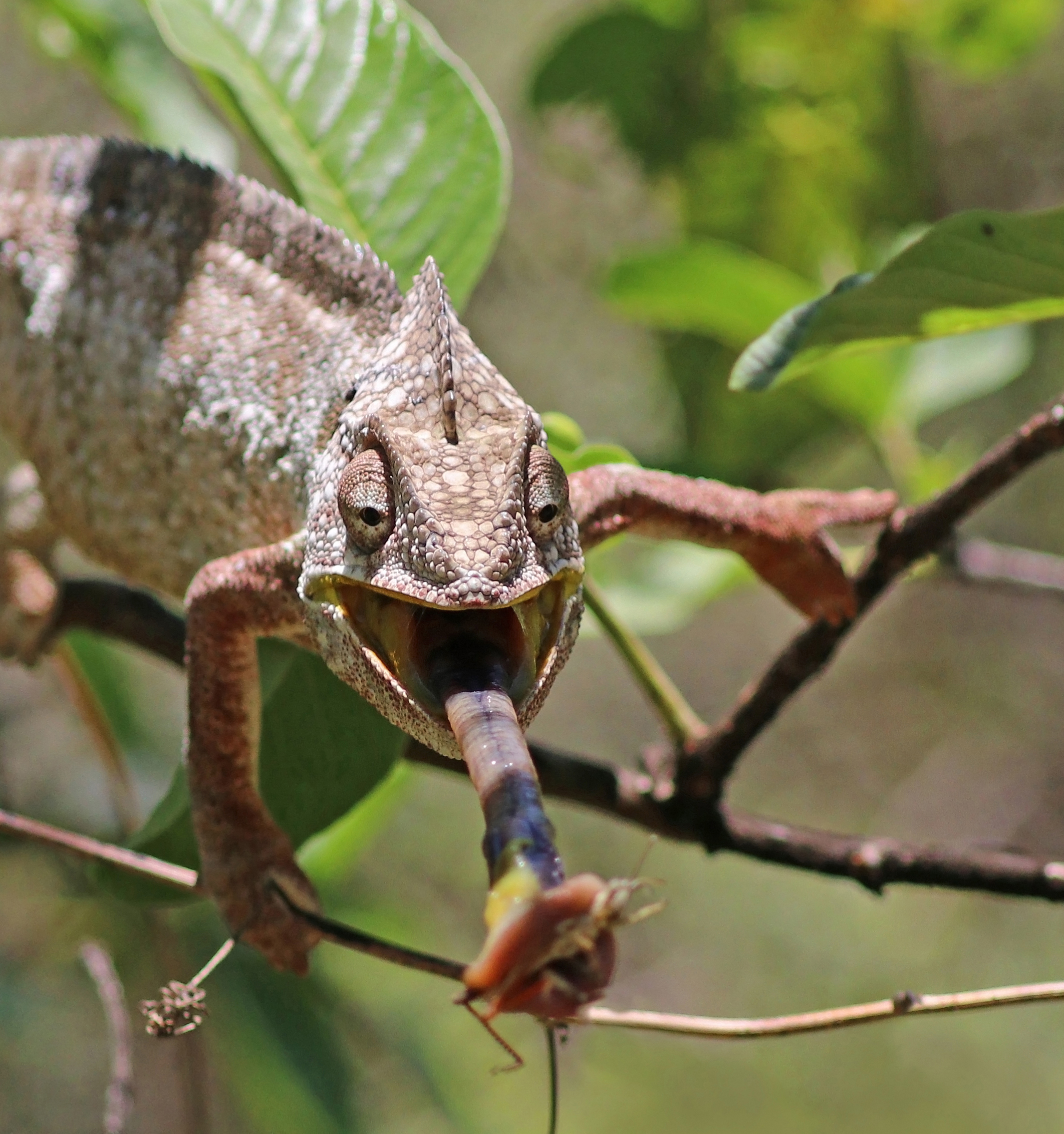
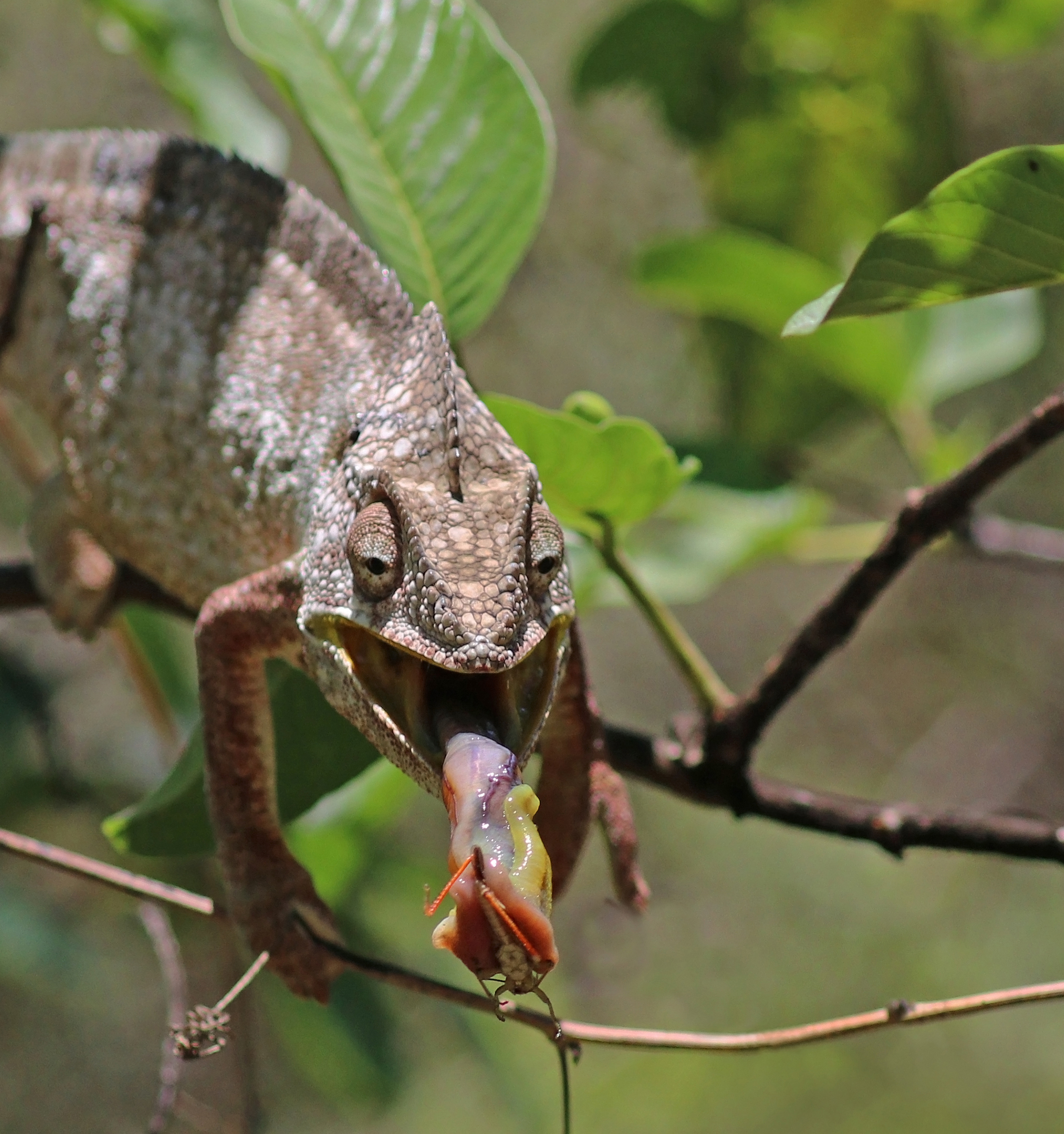

## Gefährdung
Die IUCN stuft die Art als „nicht gefährdet“ (least concern) ein. Sie ist im Anhang II des Washingtoner Artenschutzübereinkommens (CITES) gelistet. Es werden jährlich etwa 2000 Tiere aus Madagaskar exportiert. Die Art ist in diversen Gebieten verbreitet. Schutzgebiete, in denen sie vorkommt, sind die Nationalparks Andohahela, Tsimanampetotsa, Zombitse-Vohibasia und Tsingy de Bemaraha.

## Taxonomie
Die Art wurde 1894 von dem französischen Zoologen und Herpetologen François Mocquard als Chamaeleon oustaleti erstbeschrieben. Der wissenschaftliche Name oustaleti ehrt den französischen Zoologen Émile Oustalet. Der Gattungsname Furcifer  leitet sich aus dem lateinischen Wort furci („gegabelt“) ab und beschreibt die Fußform der Chamäleongattung.